# WxWidgets
WxWidgets (vroeger bekend als wxWindows) is een opensource-widgettoolkit. Dit is een bibliotheek met basisbouwstenen voor het creëren van een grafische gebruikersinterface (GUI). WxWidgets is niet enkel ontworpen om GUI's weer te geven: het heeft ook een ingebouwde database-bibliotheek die op ODBC is gebaseerd, een IPC-laag en een socketnetwerkfunctionaliteit.

## Doel en werking
WxWidgets maakt het mogelijk om programma's te compileren en uit te voeren op verschillende computerplatformen zonder of met beperkte aanpassingen aan de broncode. Het ondersteunt systemen zoals Windows, Mac, Linux/UNIX (voor X11, Motif en GTK+), OpenVMS en OS/2. Een embedded versie is in ontwikkeling.
WxWidgets emuleert geen widgets met behulp van de grafische primitieven van de verschillende ondersteunde platforms, maar voorziet in een dunne abstractielaag boven op de platformspecifieke widgets zelf. Met andere woorden, wxWidgets verkiest het gebruik van platformeigen widgets, in plaats van deze zelf implementeren als eigen widgets. Dit leidt tot een snellere interface die er meer uitziet als de platformeigen interface, zeker wanneer men dit vergelijkt met toolkits zoals Swing (voor Java).
Vanaf versie 3.0 worden GTK+3 en Apple 64 bit ondersteund.

## Geschiedenis
Het project werd gestart in 1992 door Julian Smart, die als primus inter pares nog steeds een hoofdontwikkelaar is.

### Naamsverandering
Op 20 februari 2004 kondigden de ontwikkelaars van wxWindows aan dat het project van naam zou veranderen naar wxWidgets. Dit werd gedaan onder druk van Microsoft om het handelsmerk Windows (in het Verenigd Koninkrijk) te respecteren.

## Ondersteuning
De bibliotheek is geïmplementeerd in C++, maar er zijn uitbreidingen beschikbaar voor veelgebruikte programmeertalen, zoals Python (wxPython), Perl en Java. Hieronder staat een complete lijst met links naar de respectievelijke websites van de projecten.

### Uitbreidingen
- wxBasic voor BASIC
- wxPerl voor Perl
- wxPython voor Python
- wxJavaScript voor JavaScript
- wxHaskell voor Haskell
- wxEiffel voor Eiffel
- wx.NET voor C#/.NET
- wxGlade - GUI-designer voor wxWidgets
- wxDev-C++ - Een variatie van de Dev-C++-IDE die een GUI-designer voor wxWidgets bevat.